# Seigneurie de Condé-sur-l'Escaut
Ne doit pas être confondu avec Seigneurie de Condé-en-Brie.
Il existait deux seigneuries de Condé-sur-l'Escaut.
La terre de Condé-sur-l'Escaut (aujourd'hui dans le Nord, en France) fut séparée le 8 août 1114 en deux seigneuries : une première dite « du propriétaire » à Vieux-Condé et une seconde dite « gagère » ou « du château ».
La seigneurie « du propriétaire » passa à la maison de Ligne au XIVe siècle, puis à la maison de La Hamayde à partir de 1394. La baronne Isabeau de La Hamayde, héritière de la seigneurie, épouse Johann, comte d'Oettingen. Leur fille, Élisabeth, comtesse d'Oettingen hérite à son tour de la seigneurie et épouse Wilhelm, freiherr (baron) de Roghendorf.
La seigneurie « du château » échut à la première maison d'Avesnes dès le XIe siècle. Gosuin, de la seconde maison d'Avesnes (maison d'Oisy), en hérita en 1106. Le mariage de Marie d'Avesnes avec Hugues de Châtillon en 1226 la fera passer à la maison de Châtillon. En 1329, Jeanne de Châtillon (1320-1362) hérite de la seigneurie et la transmet à la maison de Bourbon-La Marche en épousant Jacques Ier de Bourbon-La Marche (1319-1361). Le domaine passe ensuite brièvement aux mains des Armagnac, qui le vendent aux Croÿ. En 1503, il revient à Louis de La Roche-sur-Yon (1473-1520), deuxième fils de Jean VIII de Bourbon-Vendôme, qui vend Condé à Charles Quint pour payer une partie de la rançon du roi François Ier. L'empereur donne la seigneurie à Guillaume de Roghendorf. Le mariage de celui-ci avec Élisabeth d'Oettingen réunit les deux seigneuries, qui passeront ensuite aux Lalaing puis aux Croÿ, par le mariage de Jean de Croÿ (1588-1640) avec Jeanne de Lalaing (1588-1649).

## Seigneurs «du propriétaire»
- XIIe siècle : Héribaud
- XIIe siècle : Pierre

Armes des Condé

- XIIe siècle : Roger (1120-1171), épouse Alix de Mons.
- XIIe siècle : Égide
- XIIe-XIIIe siècle : Nicolas Ier, fils du précédent, épouse Isabelle de Bailleul (aujourd'hui Belœil), héritière des seigneuries de Bailleul et de Morialmé.
- À partir de 1235 : Jacques, fils du précédent.
- XIIIe siècle : Nicolas II (mort en 1292), fils du précédent.
- XIIIe siècle : Guillaume, fils du précédent (frère de Catherine qui épouse Jacques de Châtillon-Leuze ci-dessous).
- XIIIe-XIVe siècle : Jean Ier, fils du précédent.
- XIVe siècle : Robert, frère du précédent
- XIVe siècle : Jean II, fils du précédent
- XIVe siècle : Catherine de Ligne (morte en 1394), fille de Fastré de Ligne et de Jeanne de Condé, tante du précédent.
- À partir  de 1394 : Thierry de La Hamaide, neveu de la précédente.
- Jusqu'en 1415 : Jehan IV de La Hamaide
- Jusqu'en 1426: Arnould IV de La Hamaide
- Jusqu'en 1473: Arnould V de La Hamaide
- Jusqu'en 1484: Arnould VI de La Hamaide
- Jusqu'au 24 avril 1526: Isabeau de La Hamaide, épouse de Johann, comte d'Oettingen
- XVIe siècle : Élisabeth d'Oettingen, fille de la précédente, épouse Guillaume de Roghendorf, seigneur de Condé « du château ». Réunion des deux seigneuries.

## Seigneurs «du château»

armes des Avesnes

La seigneurie est au XIIe siècle aux mains de la maison d'Avesnes.
- Jusqu'en 1076 : Wédric le Barbu
- 1076-1106 : Thierry d'Avesnes, fils du précédent.
- 1106-1120 : Gosuin d'Oisy, neveu du précédent[2].
- 1120-1127 : Fastré II, fils du précédent.
- 1127-1147 : Gauthier Ier Pulechel, fils du précédent.
- 1147-1171 : Nicolas le Beau, fils du précédent.
- 1171-1191 : Jacques Ier d'Avesnes, fils du précédent.
- 1191-1247 : Gautier II d'Avesnes, fils du précédent, mari de Marguerite comtesse de Blois.
- 1247-1241 : Marie d'Avesnes, comtesse de Blois, fille du précédent, épouse en 1226 Hugues de Châtillon comte de Saint-Pol[3].
- À partir de 1241 : Jean de Châtillon, fils de la précédente.
- Jusqu'en 1289 : Gui III de Châtillon, frère du précédent.
- 1289-1296 : Gui IV de Châtillon, fils du précédent.
- 1296-1302 : Jacques de Châtillon de Leuze, frère du précédent, épouse Catherine de Condé, fille de Nicolas II, seigneur de Condé « du propriétaire ».
- 1302-1329 : Hugues de Châtillon, fils du précédent.
- 1329-1371 : Jeanne de Châtillon, fille du précédent, épouse en 1335 Jacques Ier de La Marche, de la maison de Bourbon[4].
- 1371-1361 : Pierre de Bourbon-La Marche, fils de la précédente.
- 1361-1393 : Jean Ier de Bourbon-La Marche, frère du précédent.
- 1393-1438 : Jacques II de Bourbon-La Marche, fils du précédent.
- 1438-1462 : Éléonore de Bourbon-La Marche, fille du précédent, épouse en 1429 Bernard de Pardiac, de la maison d'Armagnac[5].
- 1462-1473 : Jacques d'Armagnac-Nemours, décapité en août 1477, sur lequel les terres de Leuze et de Condé furent confisqués par le duc Charles de Bourgogne, dit le Téméraire, pour être données au suivant.
- 1473-1477 : Guy de Brimeu, seigneur d'Humbercourt, comte de Meghen, décapité au printemps 1477 à Gand.
- 1477-1478 : Jehan de Daillon, seigneur du Lude, par donation de Louis XI, qui s'était emparé de Leuze au printemps 1477.
- 1478-1487 : Jacques de Savoie, comte de Romont, par donation de l'archiduc Maximilien d'Autriche, après la signature des trêves de juin 1478, suivie du retrait des troupes de Louis XI.
- 1487-1488 : Marie de Luxembourg-Saint-Pol, veuve et héritière de son premier mari, le comte Jacques de Romont-Savoie, remariée à François de Bourbon, comte de Vendôme, vend le domaine de Condé-château à Philippe, sire de Croÿ, comte de Porcien, fils aîné d'Antoine, sire de Croÿ, comte de Porcien, qui le possédait déjà à titre viager depuis 1450 environ, par achat à la Maison de Nemours-Armagnac.
- à partir de 1488 : Philippe Ier de Croÿ, comte de Porcien.
- 1503-1529 : Louis II de Bourbon-La Marche-Vendôme, prince de La Roche-sur-Yon[6], fils de Marie de Luxembourg-Saint-Pol, rentre en possession du domaine cédé jadis par sa mère, mais doit s'en séparer au profit de Charles Quint pour contribuer au payement de la rançon du roi François Ier.
- À partir de 1529 : Guillaume de Roghendorf, reçoit Condé de Charles Quint, épouse Élisabeth d'Oettingen, dame de Condé « du propriétaire ». Réunion des deux seigneuries.

## Seigneurs de la seigneurie réunie
- Marie de Montmorency, épouse de Charles II de Lalaing
- Hugues de Lalaing
- Emmanuel de Lalaing[7]
- Jusqu'en 1649 : Jeanne de Lalaing, épouse Jean de Croÿ.
- 1649-1670 : Philippe Emmanuel de Croÿ